# .wales
.wales és un domini de primer nivell per al País de Gal·les impulsat pel registrador britànic Nominet UK el 2012. L'ICANN en va garantir l'aprovació final el juny del 2014.
Posteriorment es va planificar un llançament esglaonat del domini; inicialment només podien registrar-lo els titulars de marques comercials. El llançament va culminar l'1 de març del 2015, quan el domini va passar a estar disponible per al públic general. Un mes després de la seva estrena, l'abril del 2015, ja s'havien venut més de 10.000 dominis .wales.